# Ermitage Saint-Ferréol de Lorgues
Pour les articles homonymes, voir Saint-Ferréol.
L'ermitage Saint-Ferréol est une chapelle située à Lorgues, dans le département français du Var et dédiée à Ferréol de Vienne. Elle est désignée comme ermitage car elle aurait abrité des ermites de manière discontinue,.
La chapelle d'origine est érigée au XIIIe siècle. Une deuxième chapelle est construite au XVIe siècle lorsque Ferréol de Vienne est adopté comme saint par Lorgues. La chapelle actuelle, réunissant les deux précédentes, est construite à la fin du XVIIe siècle.

## Situation

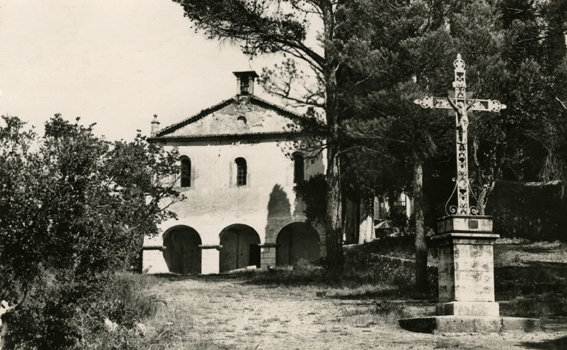
St-Ferréol. L'ancienne croix des Capucins que l'on voit ci-dessus a été remplacée par une œuvre moderne en 2009.

L'ermitage est situé au centre de la forêt communale de Lorgues, sur la colline de Saint-Ferréol. On peut y accéder par des escaliers longeant les quatorze stations d'un chemin de croix construit en 1865 par les capucins.
|                         |
| Détail de la Station I. |

|             |
| Station II. |

|               |
| Station VIII. |

|                          |
| Détail de la station XI. |

|                           |
| Détail de la station XII. |

|               |
| Station XIII. |

## Histoire
La chapelle d'origine est érigée au XIIIe siècle, sur un emplacement occupé désormais par des réfectoires. Une deuxième est construite au XVIe siècle par la confrérie de Saint-Ferréol, créée lors de l'adoption de Ferréol de Vienne comme protecteur de Lorgues.
Le 29 mai 1582, la commune fait don de quatre pins aux prieurs de la chapelle afin de « faire une porte à la maison du Saint ».
La confrérie religieuse italienne des « père Servites » l'occupe entre 1607 et 1641. À la suite de ce départ, les marguillers de Saint-Ferréol s'efforcent d'entretenir la chapelle et font l'acquisition d'une nouvelle cloche en 1644. En 1697, la ville décide de réunir les deux sanctuaires en une seule église,.
Le porche à trois arches de la façade et la tribune sont construits en 1733 par la confrérie des Marguillers,. En juin 1751, des reliques du saint, déclarées authentiques par l'évêque de Fréjus, Martin du Bellay, sont amenées de Rome et enfermées dans une châsse dorée qui était utilisée durant la procession de la fête du saint, les 18 septembre.
Au milieu du XIXe siècle, l'installation des Capucins nécessite la construction de bâtiments annexes, telle que la salle capitulaire et l'aile du Levant en 1852, et mène à l'installation du chemin de croix, en 1865,.
En 1972, la création de l'association des « Amis de Saint-Férréol et du Vieux Lorgues » (ASFVL) marque le début d'une série de restaurations, poursuivies par la commune à partir de 1993.

## Mobilier
La chapelle contient une cinquaintaine d'ex-votos peints conservés dans la salle capitulaire restaurée en 1990, qui abrite également un conservatoire d'art sacré,.
|                                                                                    |
| Antiphonaire de l'évèque de Fréjus, Emmanuel-François de Bausset-Roquefort (1784). |

|                  |
| Ex-voto de 1782. |

|                  |
| Ex-voto de 1854. |

## Célébrations
La chapelle célèbre certains offices, mariages et baptêmes. La princesse Amalia de Nassau, fille du prince Félix de Luxembourg et de Claire Lademacher, est notamment baptisée à Saint-Ferréol en juillet 2014,.